# Agauopsis delicatulus
Agauopsis delicatulus är en kvalsterart som beskrevs av Newell 1971. Agauopsis delicatulus ingår i släktet Agauopsis och familjen Halacaridae. Inga underarter finns listade i Catalogue of Life.